# Luther von Braunschweig
Luther von Braunschweig, nemški plemič in vitez, * 1275, † 18. april 1335, Stuhm.
Med letoma 1331 in 1335 je bil veliki mojster tevtonskih vitezov.
1. ↑  Record #102507589 // Gemeinsame Normdatei — 2012—2016.
2. ↑  Lundy D. R. The Peerage
3. ↑  MAK